# Sea Cloud Spirit
El Sea Cloud Spirit es un velero de tres mástiles construido como crucero perteneciente a la compañía naviera Sea Cloud Cruises de Hamburgo.

## Historia
El buque fue encargado el 22 de marzo de 2007 al astillero Factoría de Naval de Marín en la Ría de Pontevedra. La colocación de la quilla tuvo lugar el 18 de julio de 2008. En verano de 2010, el astillero quebró, por lo que la construcción del barco se detuvo inicialmente.
No fue hasta el 18 de mayo de 2015 cuando el casco inacabado del velero fue botado. A finales de junio de 2015, Nodosa Shipyard compró el seguro a todo riesgo a la entidad financiera Bankia. En otoño de 2018, el astillero MetalShips & Docks ubicado en Vigo, contrató con una sociedad relacionada con Sea Cloud Cruises el pedido para completar la construcción del crucero. Posteriormente, el casco del buque fue trasladado a las instalaciones de la atarazana viguesa en el barrio de Teis para su posterior construcción. Otra botadura tuvo lugar el 27 de octubre de 2019. Debido a la pandemia de COVID-19 hubo retrasos significativos en la construcción del barco en el año 2020, los trabajos tuvieron que ser interrumpidos temporalmente por motivo del confinamiento en España de ese mismo año. El bautismo del velero planeado originalmente para el 20 de agosto de 2020 y su viaje inaugural programado para el 29 de agosto, tuvieron que ser cancelados por motivo de la pandemia. Una nueva fecha para el viaje inaugural el 22 de abril de 2021 también debió de posponerse, el barco finalmente se remató el 29 de abril de 2021, más de diez años después de lo proyectado originalmente.
El diseño del barco fue obra del ingeniero y arquitecto naval Iñigo Echenique. Inicialmente, se pretendía que "Sea Cloud Husar" fuera su nombre. Durante el curso de la reanudación de su construcción, se cambió a "Sea Cloud Spirit". El crucero fue bautizado el 3 de septiembre de 2021 en el puerto de Palma de Mallorca. Inicialmente, Elena de Borbón, la hermana del rey Felipe VI, iba a ser la madrina, pero finalmente la Casa Real Española rechazó la invitación.

## Datos técnicos
El "Sea Cloud Spirit" es un buque de tres mástiles con 28 velas. El velamen ocupa una superficie de alrededor de 4 100 m². El mástil principal se eleva 57,90 metros por encima de la línea de flotación. En condiciones óptimas de viento, puede alcanzar hasta una velocidad de 12 nudos. Su eslora es de aproximadamente 138 metros, incluido el bauprés.
Además de las velas, el barco está equipado con un sistema de propulsión diesel-eléctrico. Dos motores Siemens eléctricos, cada uno con 1 700 kW de potencia accionan las dos hélices. El crucero está equipado con un sistema de hélice transversal accionado eléctricamente. Cuatro grupos electrógenos diesel del tipo MAN 8L23/30H están disponibles para la generación de energía. Además, cuenta con un generador de emergencia propulsado por un motor diesel Volvo-Penta del tipo D16.

## Equipamiento
El buque cuenta con cuatro cubiertas equipadas con diversas instalaciones para los pasajeros: cubierta principal, cubierta de paseo, cubierta de capitán y cubierta de sol. El total de las 69 suites para los pasajeros se distribuyen en la cubierta principal, la cubierta de paseo y la cubierta del capitán. Los 25 camarotes situados en la cubierta del paseo marítimo disponen además de sus propios balcones. En la cubierta principal se encuentra instalada una enfermería, una boutique y la zona de spa. Además, en esta zona se puede instalar una piscina en el lado de estribor, en la que también se pueden practicar deportes acuáticos. La recepción está ubicada en la cubierta del paseo marítimo y el restaurante se encuentra en la popa del buque. En la cubierta del capitán se encuentra una biblioteca en la parte frontal, un salón en el medio y un local de hostelería en la parte trasera. La mayor parte de la terraza se encuentra abierta. En esta zona existen diversas áreas de descanso adicionales para los pasajeros, como por ejemplo un área de fitness. En la zona de proa se encuentran, entre otras dependencias, el puente y el camarote del capitán. Las áreas de pasajeros están conectadas entre sí por una escalera y un ascensor. La oficina técnica de Hamburgo, Partner Ship Design, fue la responsable del diseño de los interiores.
Debajo de la cubierta principal se encuentra la cubierta con la mayoría de las instalaciones para la tripulación. El barco está equipado con cuatro botes inflables rígidos tipo Zodiac.